# Энги
Энги (нем. Engi) — бывшая коммуна в Швейцарии, в кантоне Гларус.
1 января 2011 года вошла в состав коммуны Гларус-Зюд.
Население составляет 632 человека (на 31 декабря 2006 года). Официальный код — 1606.

## Фотографии

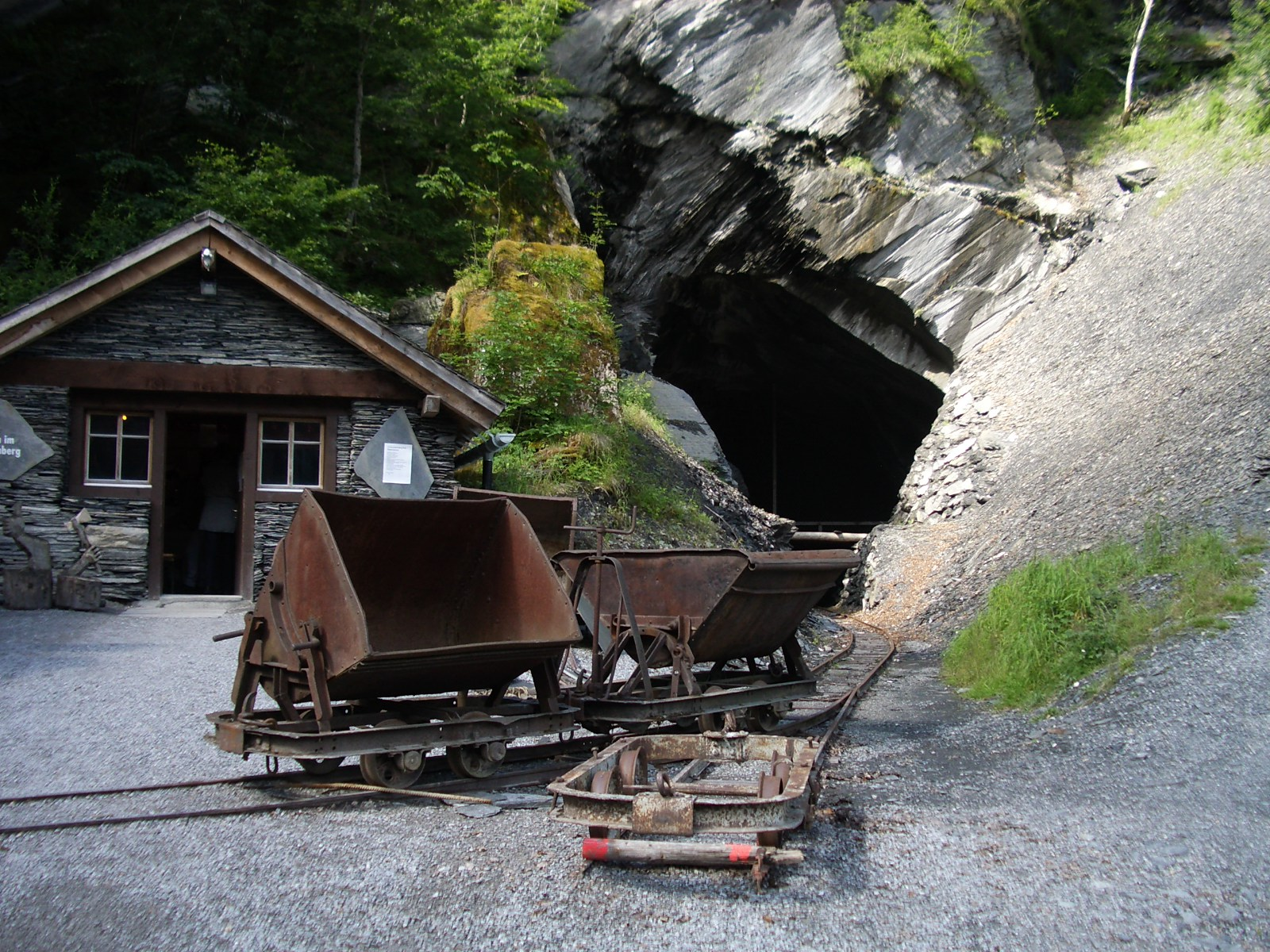
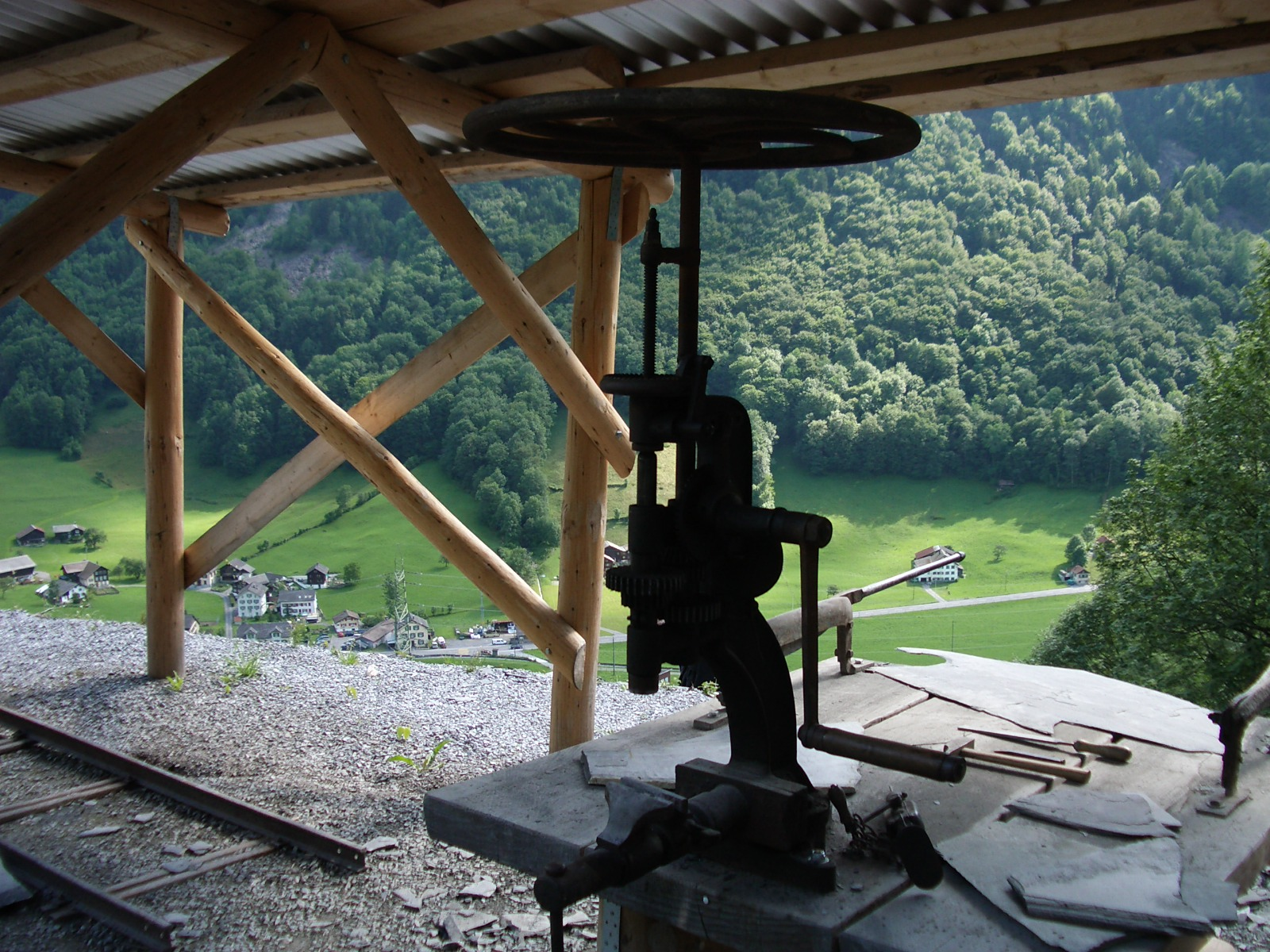
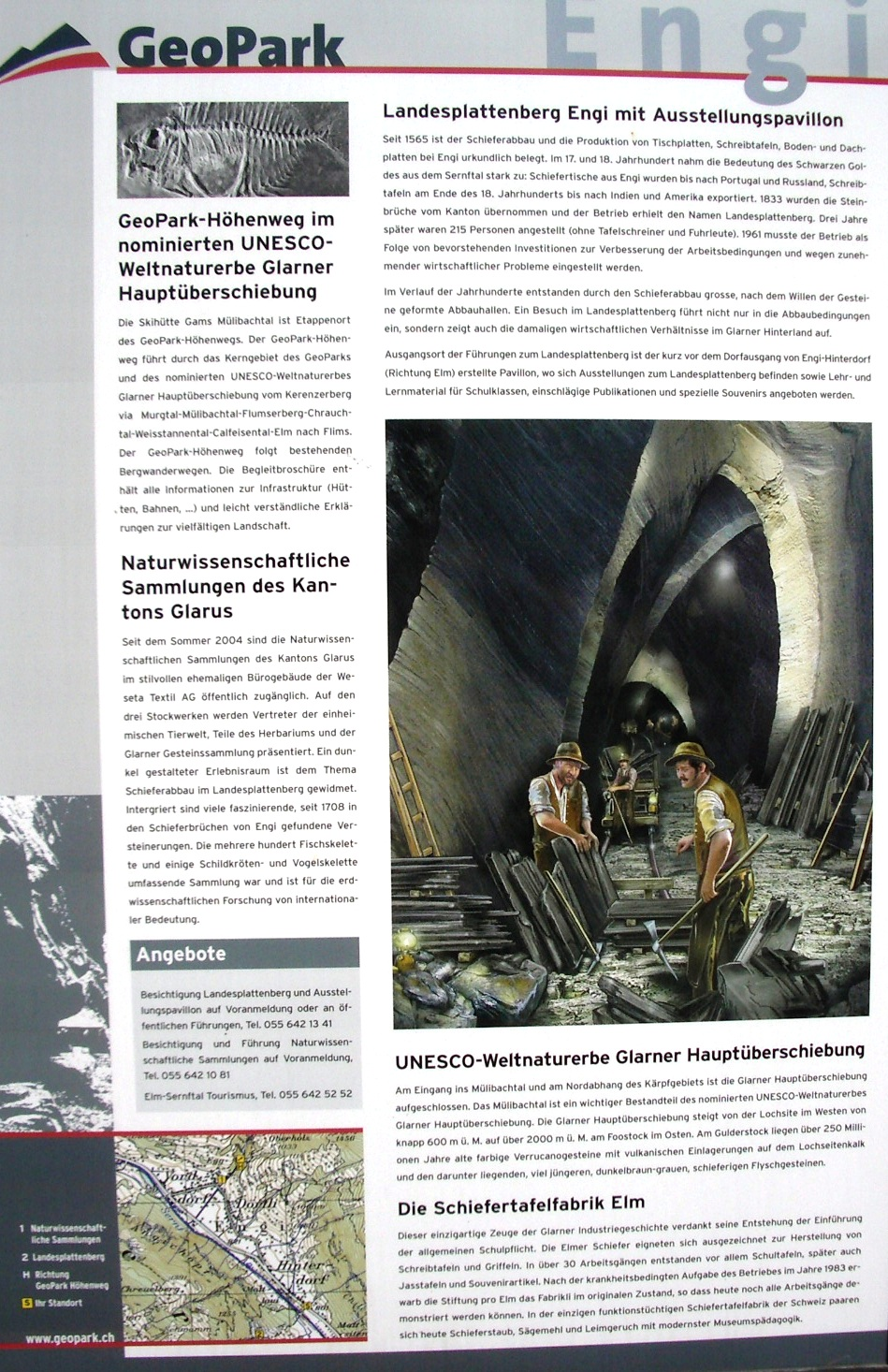
Схема парка Энги
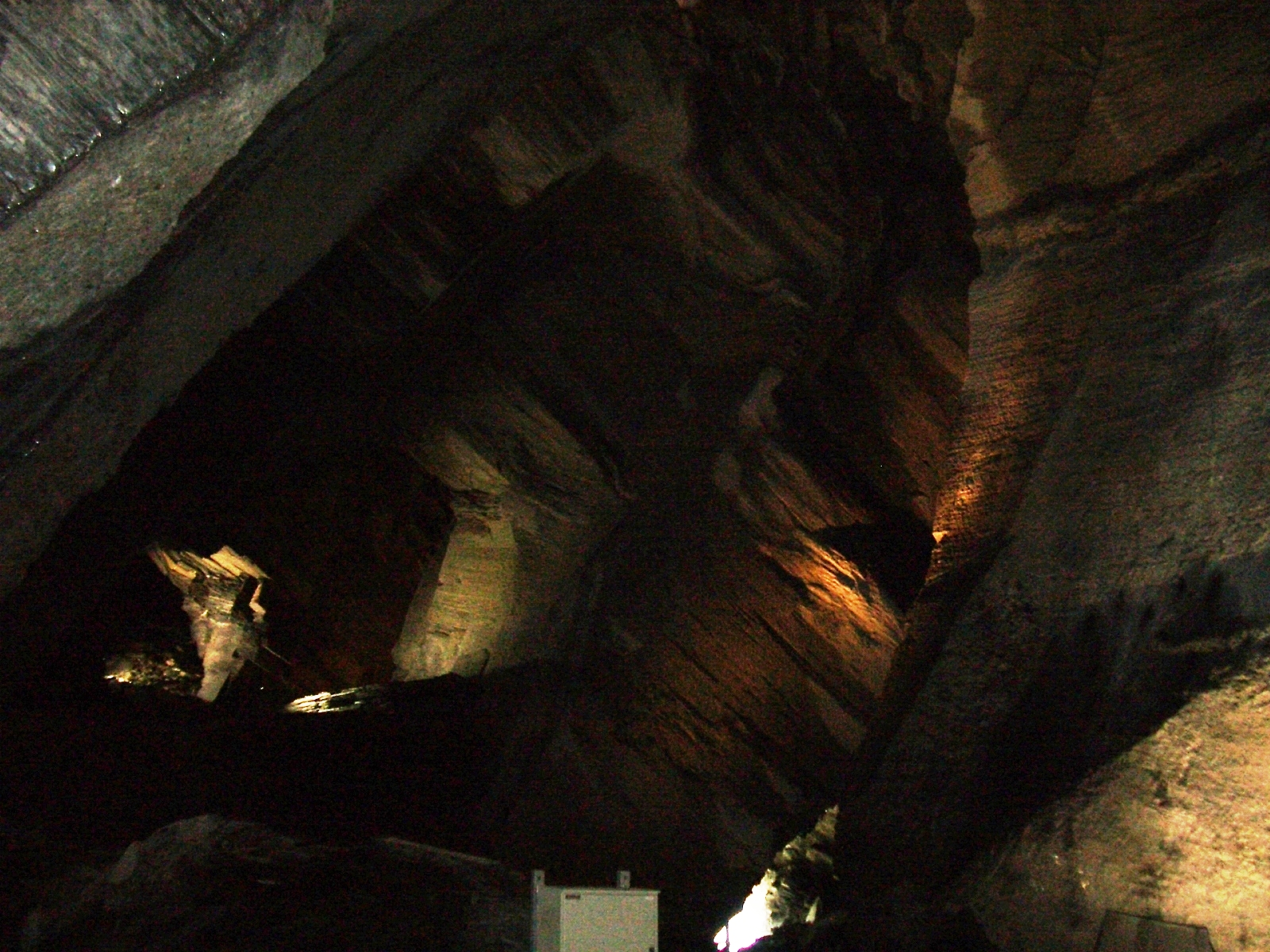
На шиферном заводе